# Jaroslav Slavík
Jaroslav Slavík, né le 28 janvier 1976 à Poprad, est un lugeur slovaque actif de 1990 à 2006.

## Carrière
Médaillé de bronze aux Championnats d'Europe de 2004, il apporte à la Slovaquie son premier podium de son histoire en luge.

## Palmarès
- Jeux olympiques
  - Salt Lake City 2002 : 16e en simple
  - Turin 2006 : 33e en simple

- Championnats du monde
  - Meilleur résultat : 6e en 2003.

- Championnats d'Europe
  -  Médaille de bronze en individuel en 2004

- Coupe du monde
  - Meilleur classement général : 9e en 2005.